# 朝鲜垂柳
朝鲜垂柳（学名：Salix pseudo-lasiogyne）是杨柳科柳属的植物。分布在朝鲜以及中国大陆的辽宁等地，属中国原产的植物（非从国外引种）。

## 异名
- Salix pseudo-lasiogyne Levl. var. erythrantha C. F. Fang